# Officine Maserati Grugliasco

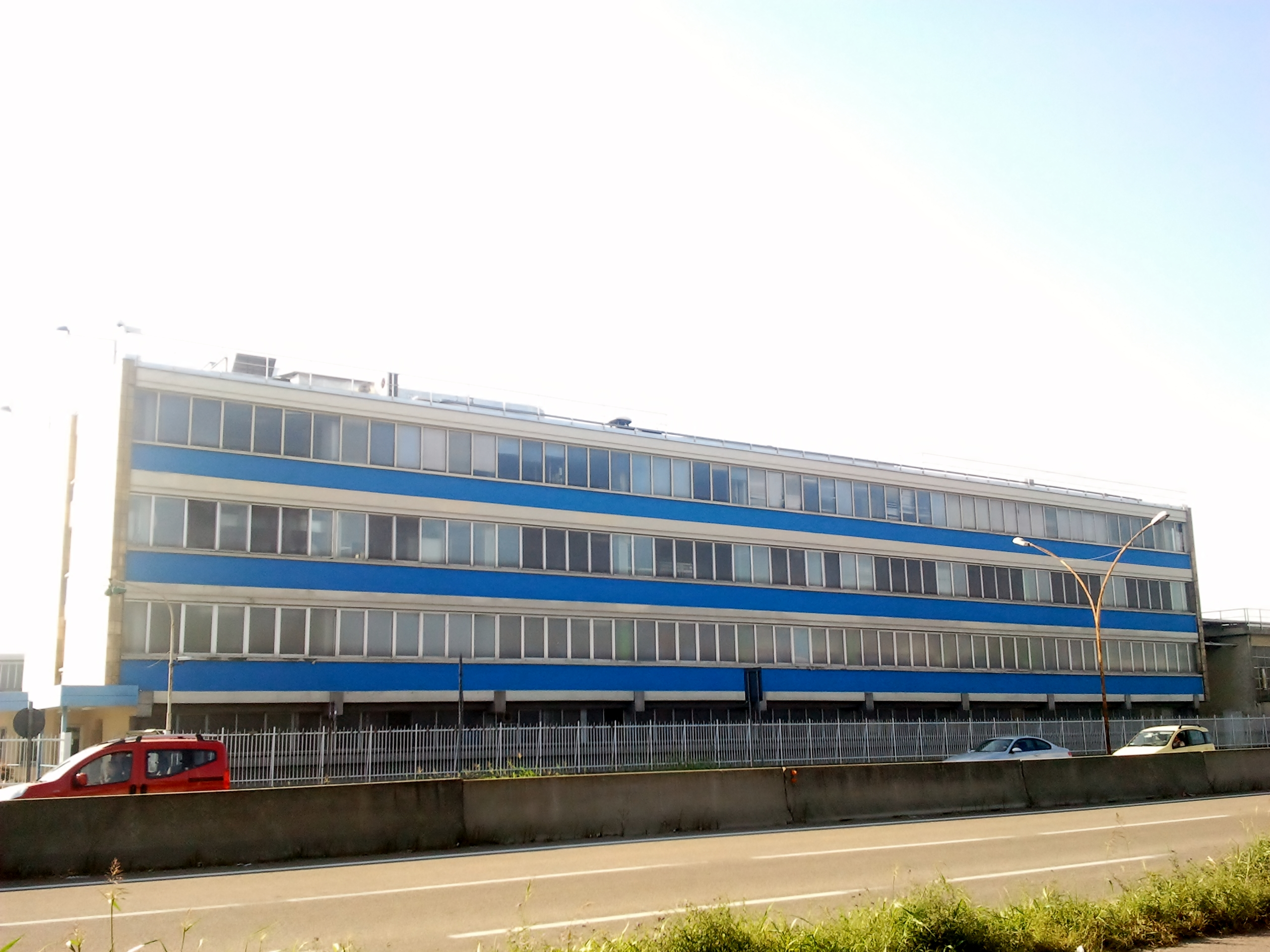
Edificio administrativo.

Officine Maserati Grugliasco es una histórica fábrica de automóviles italiana situada en la localidad de Grugliasco, próxima a la ciudad de Turín, en la región de Piamonte. La planta comenzó su producción en 1959 siendo propiedad del Gruppo Bertone. En 2009 con su producción paralizada durante años y tras importantes dificultades económicas fue vendida al grupo Fiat S.p.A.. El 30 de enero de 2013 fue inaugurada de nuevo después de una profunda reforma para albergar la producción de nuevos modelos de Maserati.

## Historia

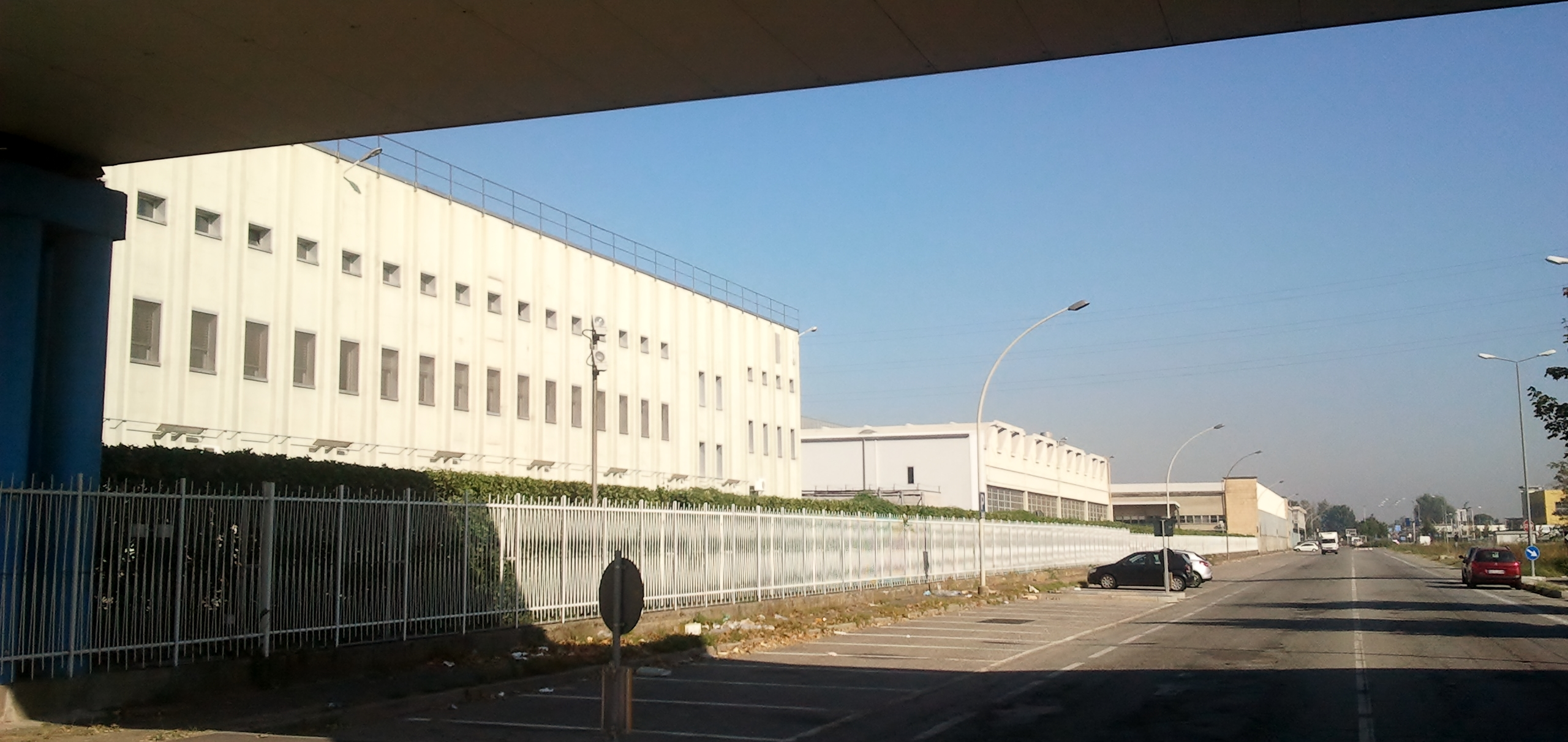
Lateral de la planta.

En 1912 Giovanni Bertone funda en Turín Carrozzeria Bertone, compañía dedicada al diseño y fabricación de carrocerías con tres empleados. En 1920 abre un nuevo taller en el número 119 de la turinesa via Monginevro, donde trabajan 20 operarios. En los años treinta la empresa se muda a Corso Peschiera 225, también en Turín. El número de empleados se incrementa hasta el medio centenar.
A finales de la década de los cincuenta, la zona de Corso Peschiera se muestra ya poco apta para la fabricación de automóviles, por lo que se decide trasladar la producción a otra localización. En 1957 se inician las labores de construcción de la nueva planta en Grugliasco, localidad próxima a Turín pero fuera de la ciudad. Entra en funcionamiento en 1959 con 550 empleados. En los años setenta, el número de empleados llega a ser de 1.500 y la factoría cubre un área de 267.000 metros cuadrados. La fábrica fue adquirida por Fiat S.p.A. al Gruppo Bertone a finales de 2009 y su denominación fue cambiada a Officine Automobilistiche Grugliasco. Con una inversión de 1000 millones de euros y ya dentro del grupo Fiat, la planta se reconstruyó por completo para acoger la producción de nuevos modelos de Maserati. El histórico edificio administrativo, visible desde la carretera principal de acceso y anteriormente coronado con el logotipo de Bertone, fue derruido para construir una nueva área expositiva de la marca Maserati. La planta fue inaugurada por John Elkann y Sergio Marchionne el 30 de enero de 2013 una vez finalizadas las obras de reforma. Cuenta con 103.000 metros cuadrados y genera 1.500 puestos de trabajo directos. Su capacidad instalada es de hasta 135 unidades al día, 50.000 unidades al año.

## Producción
En la planta de Griugliasco se fabricarán los siguientes vehículos:
- Maserati Quattroporte (2013)[9][10]
- Maserati Ghibli (2013)[9][10]